# 8098 Miyamotoatsushi
8098 Miyamotoatsushi (1993 SH2) là một tiểu hành tinh vành đai chính được phát hiện ngày 19 tháng 9 năm 1993 bởi K. Endate và K. Watanabe ở Kitami.